# Black Monk Time

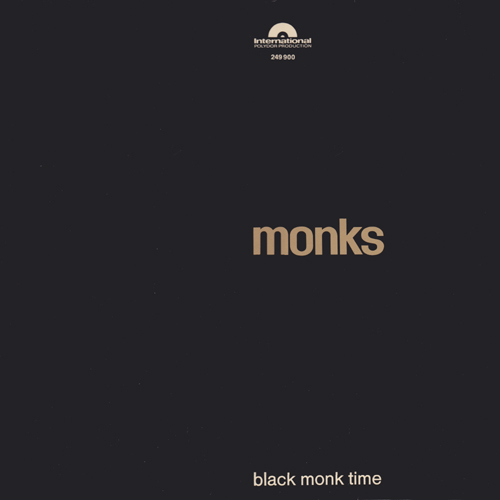

Albums de The Monks
Five Upstart Americans
(1999)
Black Monk Time est le premier album de The Monks, sorti en 1966.

## L'album
Il fait partie des 1001 albums qu'il faut avoir écoutés dans sa vie. 

### Titres
Tous les titres sont de Gary Burger, Larry Clark, Dave Day, Roger Johnston et Eddie Shaw. 

#### Face A
1. Monk Time (2:42)
2. Shut Up (3:11)
3. Boys Are Boys and Girls Are Choice (1:23)
4. Higgle-Dy-Piggle-Dy (2:28)
5. I Hate You (3:32)
6. Oh, How to Do Now (3:14)

#### Face B
1. Complication (2:21)
2. We Do Wie Du (2:09)
3. Drunken Maria (1:44)
4. Love Came Tumblin' Down (2:28)
5. Blast Off! (2:12)
6. That's My Girl (2:24)

### Musiciens
- Gary Burger : chant, guitare
- Larry Clark : chant, orgue
- Roger Johnston : chant, batterie
- Eddie Shaw : chant, basse
- Dave Day : chant, banjo électrique